# アルベルト・カイプ
アルベルト・カイプあるいはアルベルト・カウプ（オランダ語: Aelbert Cuyp, 1620年10月20日 - 1691年11月15日）は、オランダ黄金時代のオランダ人画家。17世紀のオランダ絵画でもっとも主要な画家の一人である。当時のオランダでも有名な芸術家一族の出身で、父ヤーコプ・ヘーリッツゾーン・カイプ  に絵画を学んだ。特にオランダ田園地方の早朝、夕暮れを描いた雄大な風景画に優れた作品を残し、温かな光の効果を多用した親イタリア派絵画作品で最も広く知られている。

## 略歴

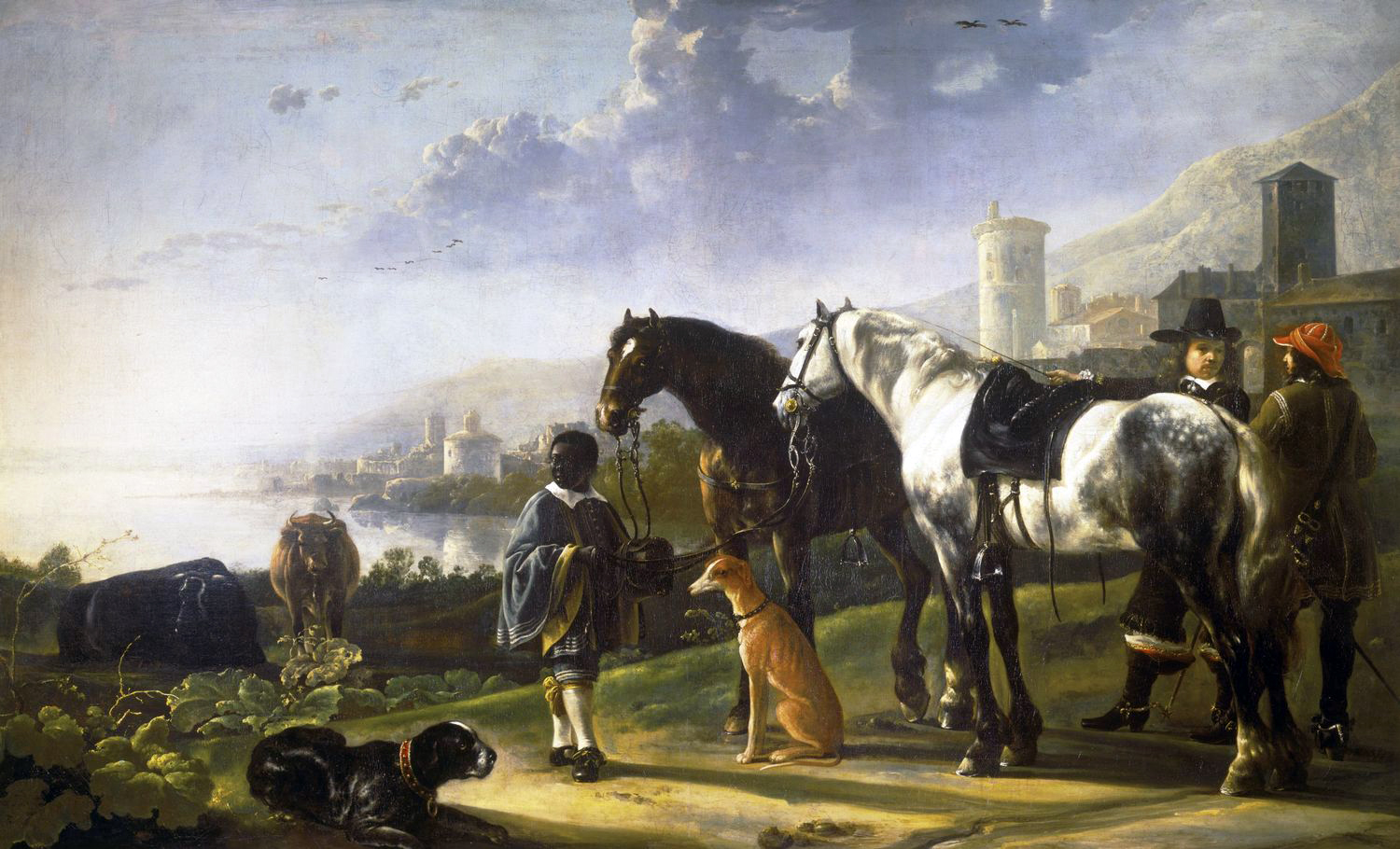
『黒人の従者』（1652年頃）
ロイヤル・コレクション

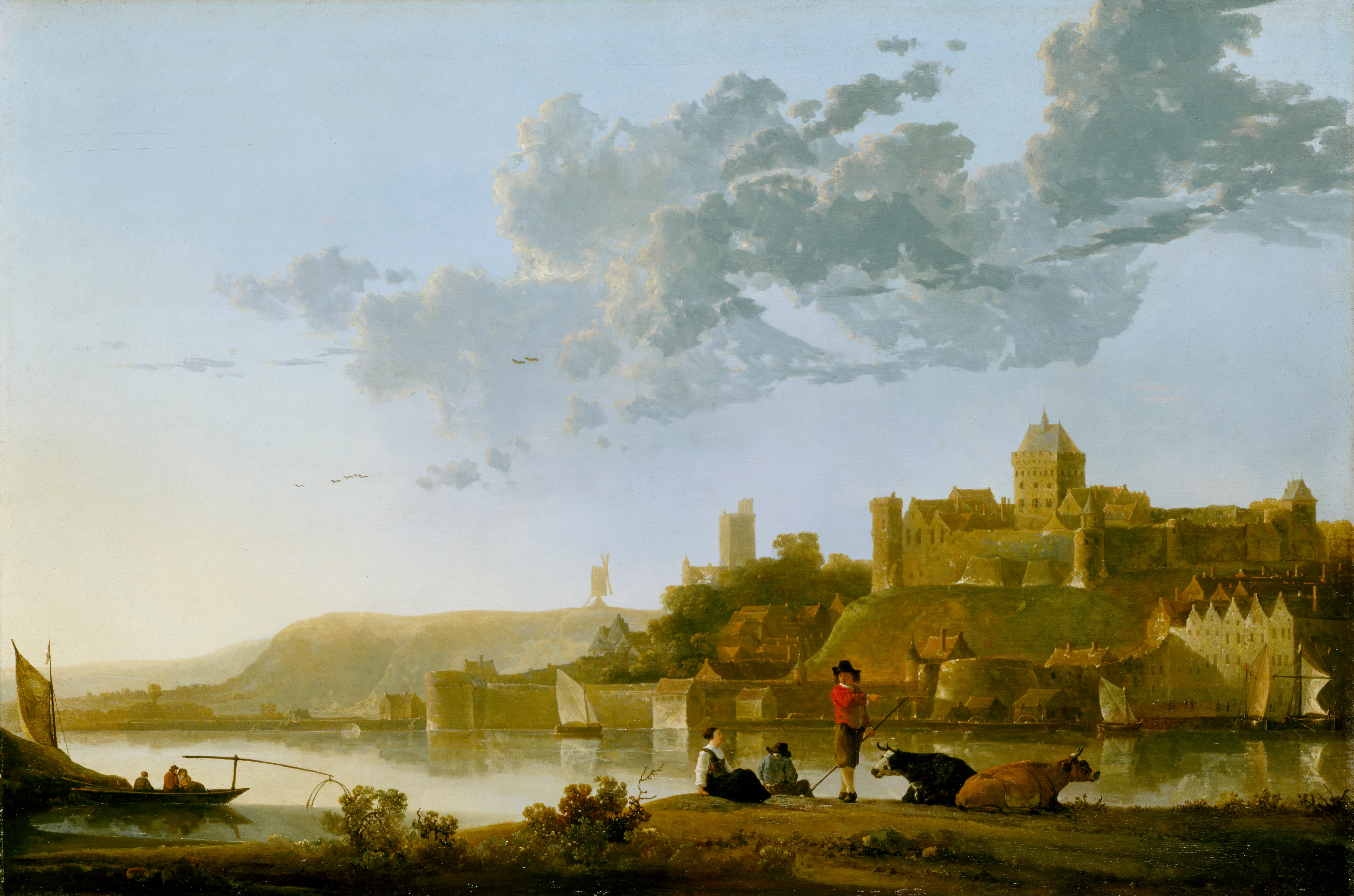
『ナイメーヘンのファルクホフ城塞』 (1652-1654年)
インディアナポリス美術館

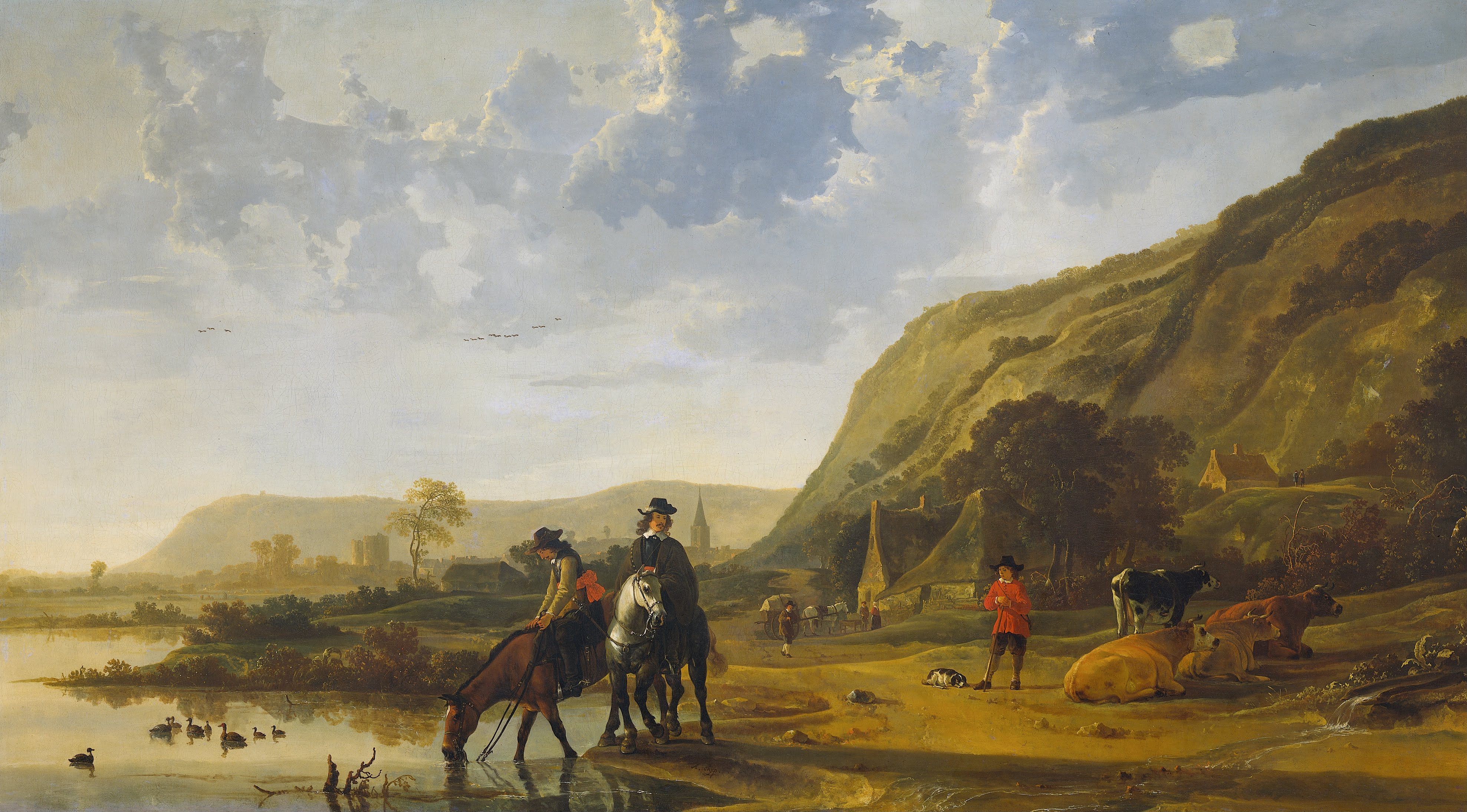
『馬に乗った人のいる川景色』（1655年頃）
アムステルダム国立美術館

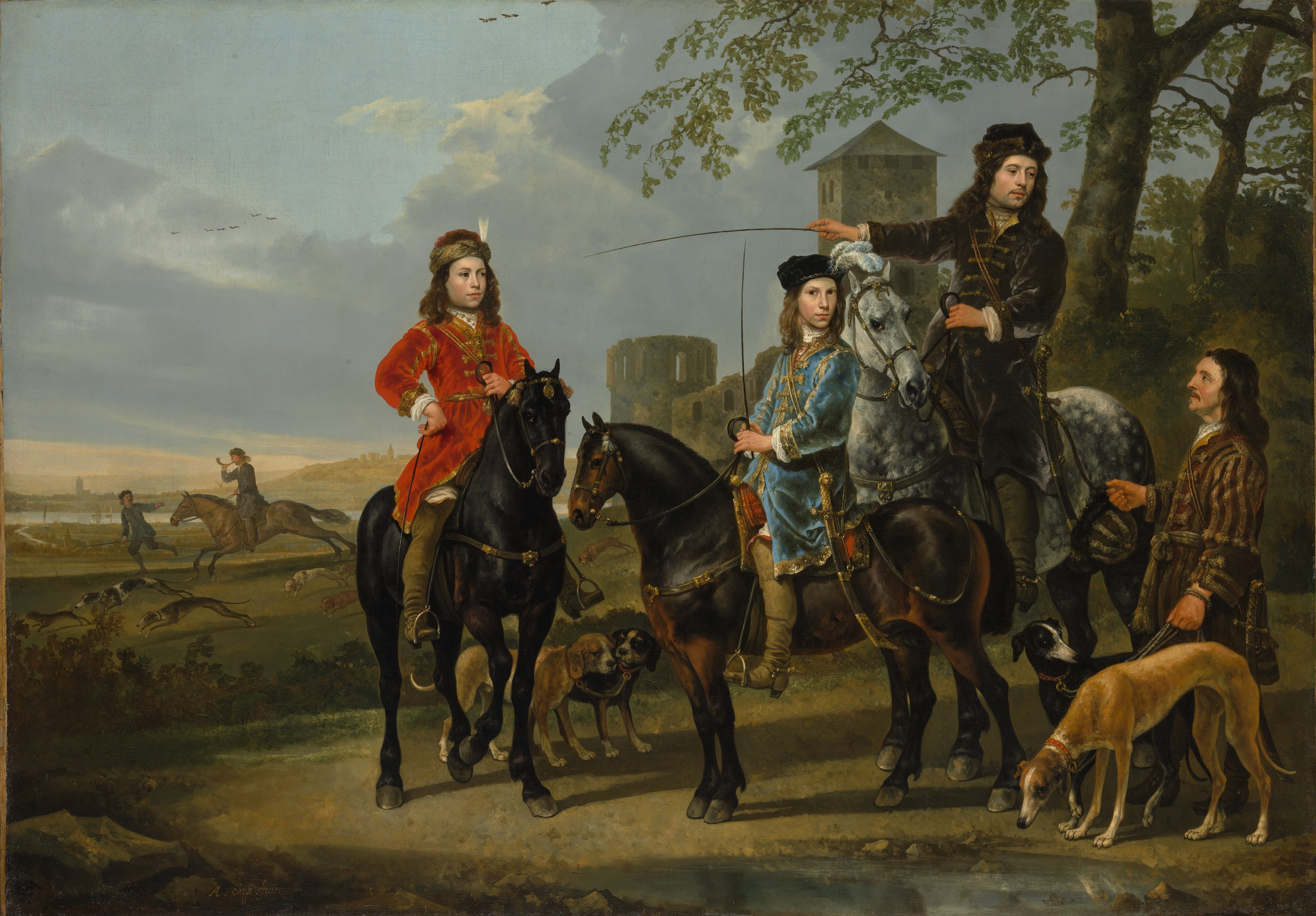
『家庭教師と御者を伴うコルネリスとミヒール・ポンペ・ファン・メールデルフォールトの騎馬像』（1652-1653年頃）
メトロポリタン美術館

カイプは1620年10月20日にドルトレヒトで生まれた。カイプの一族は芸術の名門家系で、祖父のヘーリット・ヘーリッツゾーン・カイプ(Gerrit Gerritsz. Cuyp: c.1565-1644)はステンドグラス作家、父親のヤーコプ・ヘーリッツゾーン・カイプ(Jacob Gerritz. Cuyp: 1592-1654)は肖像画家であった。その父に学び、カイプ自身は風景画家となった。1649年制作の『髭のある男の肖像』（"Portrait of a Bearded Man"）には、父からの薫陶の跡がうかがえる。
最初はヤン・ファン・ホーイェンの影響を受けたモノクロームに近い風景画を手がけたが、1640年代初頭には、イタリアより帰還してきたヤン・ボト(en:Jan Dirksz Both) の影響を受けて、「イタリア的オランダ風景絵画」（Dutch-Italianate、親イタリア派、イタリアネート派）の画風に転じ、大画面の風景画を手掛けるようになった。すなわち、ローマ周辺の平原を思わせるような蜂蜜色の光を多用し、壮大な印象を帯びるようになった。そして、カイプはオランダを広く旅し、ドローイングを数多く制作している。その一方でカイプはイタリアを訪ねた経験はなく、同時代のオランダ人画家の作品を参考にして、イタリア風絵画を学んでいたと考えられている。
カイプは1658年、ドルトレヒトの名門出の女性コルネリア・ボスマンと結婚した後には、絵画をほとんど描かなくなっている。これは妻の実家が代々熱心なカルヴァン派（改革派）の信者であり、彼女もまた非常に敬虔な女性だったことと、何より裕福な家庭の娘で多額の持参金をカイプにもたらしたからだと考えられている。カイプは妻の影響で教会活動に非常に熱心になり、教会の役員のほか様々な公職に就いた。助祭として活動し、また、改革派教会の長老としてオランダ上級裁判所の一員にもなっている。そのため、絵画に割く時間が少なくなったのである。

カイプの後期作品はドルトレヒトの支配階層の人々の注文によるものであり、17世紀オランダ風景画の多くが通常の売り絵として制作されたこととは対照的である。カイプは1691年11月15日に生地と同じドルトレヒトで死去した。

## 作品

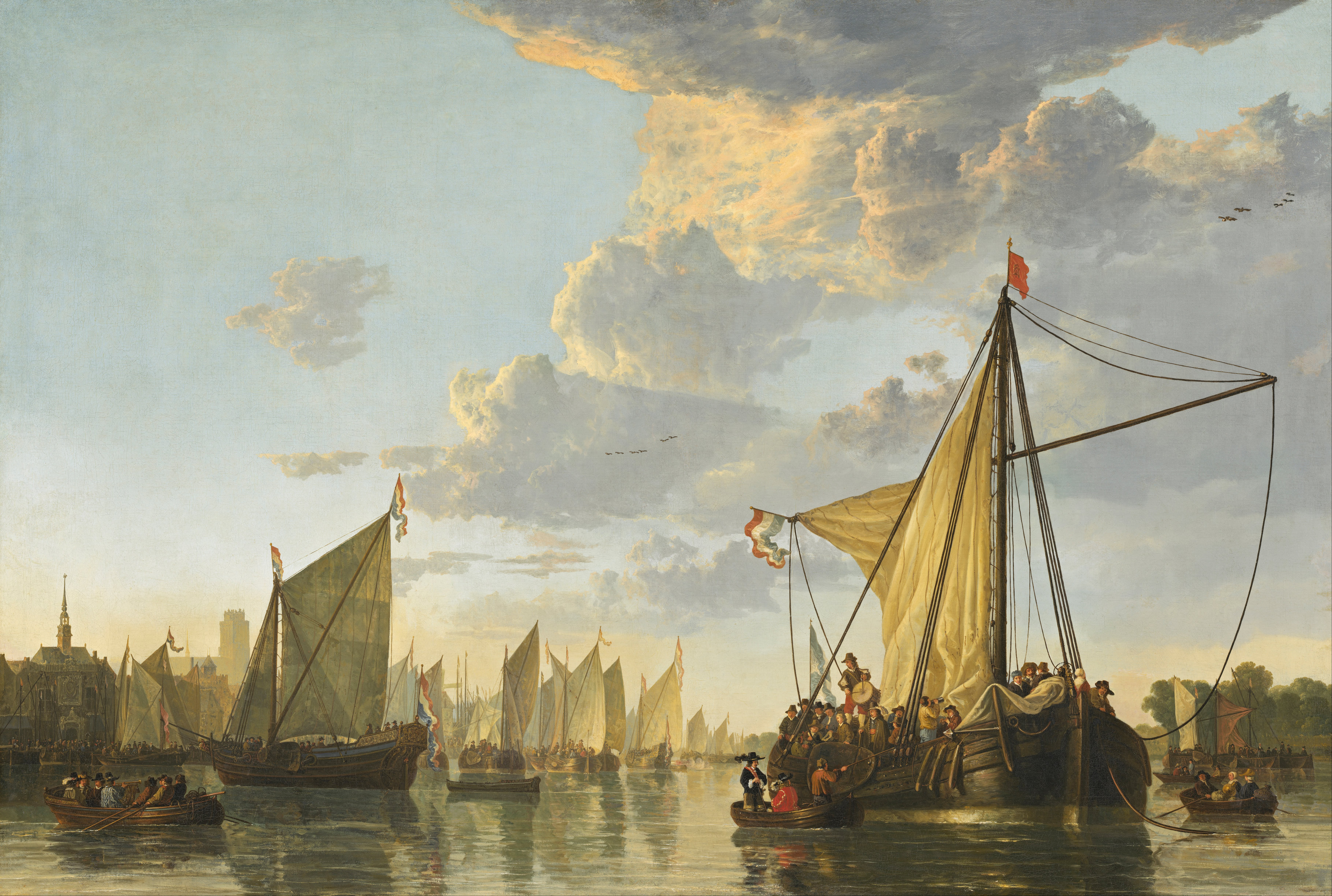
『ドルドレヒトのマース川』（1650年頃）
ナショナル・ギャラリー (ワシントン)

細かな黄金の点描で強調された太陽光が画面を横切っているような風景画が、典型的なカイプの作品である。大きなサイズのカンバスに、牧草地の草、静かな馬のタテガミ、牧場の牛の角などがハイライトを当てて描かれており、黄金色の太陽光の下で緩やかに流れる小川、帽子を被った農夫といったオランダ田園地方の独特な雰囲気を表現している。画面に何層も厚く塗布されたワニスはガラスのような役割を果たし、描かれた太陽光が宝石のようにきらめいて見える効果に一役買っている。カイプの風景画は基本的に写実的な絵画ではあるが、風景を美しく表現する独自の工夫を見てとることが出来る。またカイプは、浅瀬に立つ群れなど、牛の群像を好んで描くことが多かった。

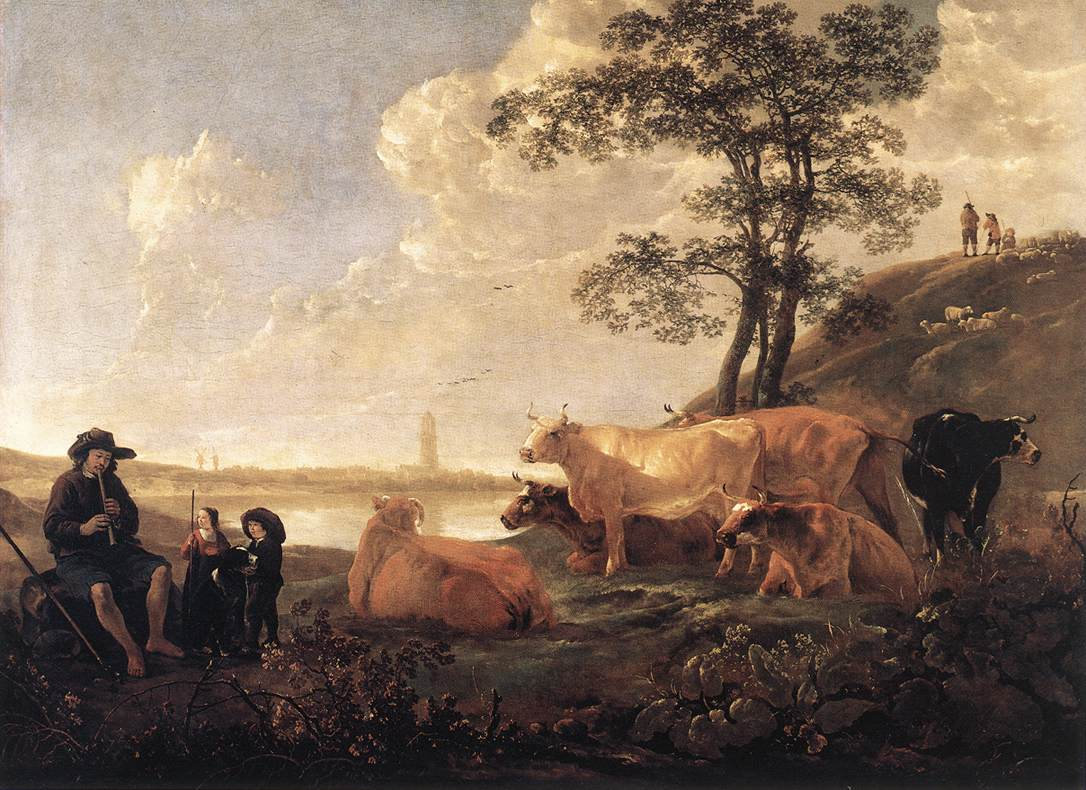
『レーネン近郊』（1650年 - 1655年頃）
ルーブル美術館

カイプはドローイングにも優れた力量を示している。クルミの実から抽出された金茶色のインクを用いて淡い彩色で表現されたドルトレヒトやユトレヒトの町並みを描いたドローイングが残っている。カイプはドローイングをそれ単体で完結している芸術作品として制作しているが、そのドローイングをもとにして油彩画に描き起こした作品も多かった。同じドローイングが複数の油彩画に描かれているものも存在している。
カイプは自身の絵画の多くに署名をしているが制作日付が入っている作品はほとんどないため、作品を年代順に並置することは難しい。現状、非常に多くの絵画がカイプの作品であると見なされている。カイプの弟子の一人と考えられ、さらに名前のイニシャルが同じ「A.C」の アブラハム・ファン・カルラート （Abraham van Calraet:1642年 - 1722年）などをはじめとする他の画家の絵画が、誤ってカイプの作品だと同定されてきた例も多く、また、現在も誤って同定されている作品が残る可能性も高い。さらに、アールト・ファン・デル・ネールの『村の夕暮れの風景』のように、カイプの偽の署名が付けられていた作品も存在する。

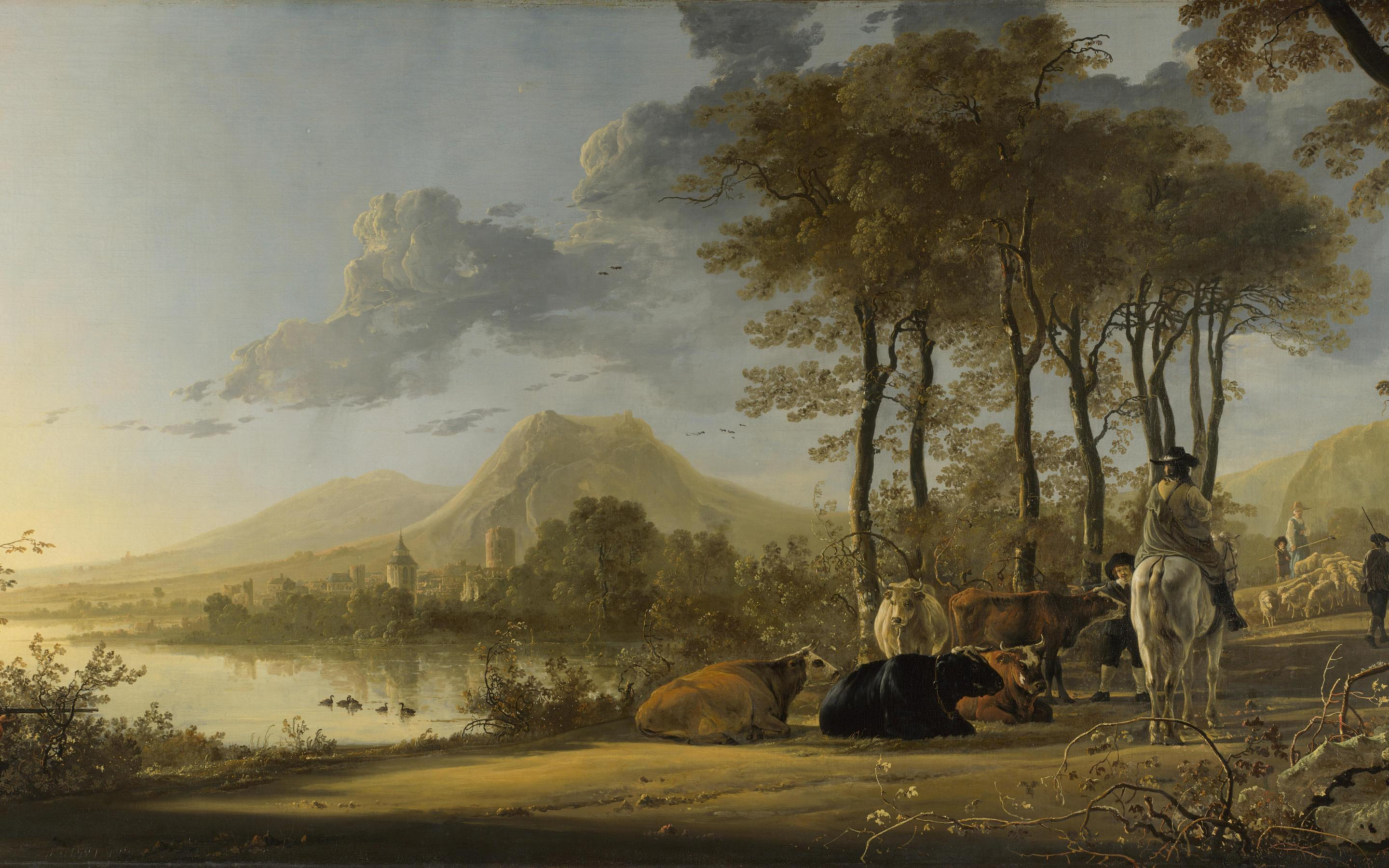
『騎馬人物と農民のいる川辺の風景』（1658-1660年頃）
ナショナル・ギャラリー (ロンドン)

1760年頃、イギリスの第3代ビュート伯ジョン・ステュアートが『騎馬人物と農民のいる川辺の風景』（1650年代後半。ロンドンのナショナルギャラリー所蔵）を購入したことをきっかけに、18世紀から19世紀にかけてイギリスで"カイプブーム"が起きた。当時のカイプの人気はクロード・ロランに匹敵し、そのためカイプの傑作の大部分は現在、イギリスに所在し、それらはイギリスの風景画にも影響を与えた。

特にこの『騎馬人物と農民のいる川辺の風景』は、光の表現の優しさと質の高さ、全体の調和などから、17世紀のオランダ風景画の最高傑作の一つとされ、現存するカイプの作品の中でも最大の規模を誇る。しかし、現在のカイプの評価は必ずしも高いとは限らず、代表作として考えられている川を描いた風景画も「チョコレートボックスアート」（理想化された感傷的な芸術作品のことで、否定的な意味合いで使われることも多い (en:Chocolate box art)）と評価する研究者もいる。